# ویرجینیا همیلتون ادیر
ویرجینیا همیلتون ادیر (انگلیسی: Virginia Hamilton Adair; ۲۸ فوریهٔ ۱۹۱۳ – ۱۶ سپتامبر ۲۰۰۴) شاعر، و نویسنده اهل ایالات متحده آمریکا بود.